# Chevrolet

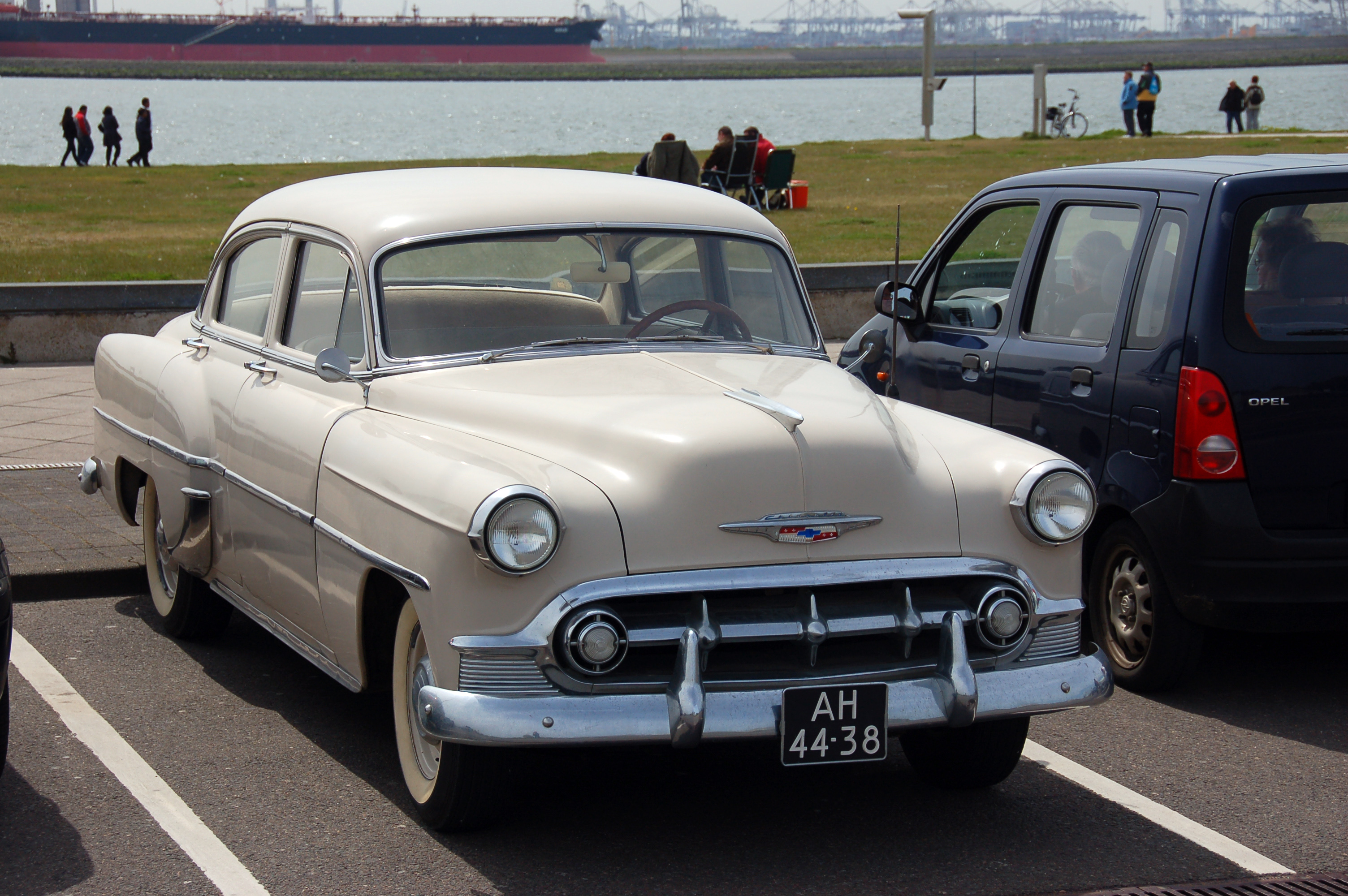
Chevrolet Bel Air

Chevrolet (IPA: ʃɛv.ro.leː - d'origen francès), (Chevy dit col·loquialment), és una marca d'automòbils fabricats per General Motors (GM). És la marca que més ven dins de GM i la marca més coneguda a nivell mundial de GM, sota els noms de Chevrolet o Chevy.
Abasta des dels vehicles de tipus subcompacte fins a camionetes comercials de mitja càrrega (medium-duty comercial trucks). Els seus vehicles més venuts són el Chevrolet Impala i el Chevrolet Silverado.

## Història
Co-fundada per Louis Chevrolet (un pilot de curses nascut a Suïssa) i William C. Durant. Aquest, fundador de General Motors, va obligar a sortir d'aquesta companyia, William C. Durant va voler usar a Louis Chevrolet per recuperar la seva reputació en el camp de la indústria de l'automòbil, ja que anteriorment, com a cap de Buick, havia contractat a Chevrolet per conduir Buicks en curses de promoció.
El 1911 Chevrolet entra en el mercat de l'automòbil per competir amb el Ford Model T. Un any després es va presentar un vehicle de 5 places equipat amb un motor de 4.9L (299 in3) de 6 cilindres capaç d'agafar una velocitat de 65 mph.
El 1913 Chevrolet va usar per primer cop el símbol "bowtie", que té dos possibles teories: que pugui derivar-se de la creu suïssa, perquè Chevrolet és de Suïssa i l'altra és que la va fer William C. Durant basant-se en el paper pintat de la paret d'un hotel francès.
El 1915 William C. Durant va fer un viatge a Toronto, Ontario per investigar la possibilitat de fabricar al Canadà. Després de visitar «Colonel Sam» McLaughlin que fabricava el McLaughlin-Buick va estar d'acord a fabricar Chevrolets en aquest país. Tres anys després, les dues empreses van ser comprades per GM per esdevenir General Motors del Canadà.
El 1916 Chevrolet va obtenir beneficis i això va permetre que William C. Durant adquirís la majoria d'accions de GM. L'any següent, Durant esdevindrà el president de General Motors, i Chevrolet va ser integrada a GM, esdevenint en una divisió independent.